# Rozel
Rozel város az USA Kansas államában, Pawnee megyében. Lakosainak száma 102 fő (2020. április 1.).

## Népesség
A település népességének változása:

| 2010 | 156 |
| 2020 | 102 |